# Walter Ziegler (Archivar)
Walter Ziegler (* 1947 in Süßen) ist ein deutscher Historiker und Archivar und lebt in Faurndau.

## Leben
Nach einer Ausbildung zum gehobenen Verwaltungsdienst war er im Hauptstaatsarchiv Stuttgart tätig und kam nach einem Studium an der Archivschule Marburg in den gehobenen Archivdienst. 1970 wurde er der erste hauptamtliche Kreisarchivar des Landkreises Göppingen. Seit Mai 1976 war Ziegler außerdem Leiter des Kulturamtes und damit neben dem Kreisarchiv auch für die Heimatpflege, allgemein kulturelle Angelegenheiten sowie die Kreisarchäologie zuständig. 2012 ging Ziegler als Kreisoberarchivrat in den Ruhestand.
Ziegler ist in zahlreichen historischen Vereinigungen ehrenamtlich tätig. Er ist Herausgeber und Autor zahlreicher historischer Schriften.

## Ämter
- Ausschussmitglied im Geschichts- und Altertumsvereins Göppingen e. V. (1974–2012 Vorsitzender)[2]
- Kuratoriumsmitglied der im Stauferstiftung Göppingen (1994–2012 Geschäftsführer)[3]
- Mitglied im Präsidium der Gesellschaft für staufische Geschichte
- Beirat im Württembergischen Geschichts- und Altertumsverein e. V.
- Gründungsmitglied des Komitees der Stauferfreunde[1]

## Ehrungen
- Staufermedaille des Landes Baden-Württemberg (2012)[1][4]
- Premio Federichino der Gesellschaft für staufische Geschichte in Göppingen, der Fondazione Federico II Hohenstaufen di Jesi und der Fondazione Federico II Hohenstaufen di Palermo (2012)[1][5]

## Schriften (Auswahl)
- (mit Karlheinz Bauer): Stauferstätten im Stauferland. Stuttgart/Aalen  1977, ISBN 3806201757.
- Johann Baptist Straub 1704–1784, Franz Xaver Messerschmidt 1736–1783. Bildhauer aus Wiesensteig. Weißenhorn 1984, ISBN 3-87437-214-6.
- Kaiserberge – Geislinger Alb. Wanderführer Kreis Göppingen. Stuttgart/Aalen 1984, ISBN 380620375X.
- Der Kreis Göppingen. Theiss, Stuttgart 1985, ISBN 3-8062-0374-1.
- (mit Wolfgang Deutsch): Gotik an Fils und Lauter. Weißenhorn 1986, ISBN  3874372537.
- (mit Klaus Pavel): Boll. Dorf und Bad an der Schwäbischen Alb. Weißenhorn 1988, ISBN 3874372758.
- Rund um den Hohenstaufen. Landschaft, Geschichte, Kunst im Stauferkreis Göppingen. Bindlach 1990, ISBN 3811206990.
- Daniel Straub und die Anfänge von MAG und WMF Geislingen – Korrekturen und Ergänzungen zu seinem Lebensbild. In: Hohenstaufen/Helfenstein. Historisches Jahrbuch für den Kreis Göppingen. Band 1, Weißenhorn 1991, ISBN 3-87437-312-6.
- Süßen – Vom Dorf zur Stadt. Weißenhorn 1996, ISBN  3874373789.
- (mit Karl-Heinz Rueß): Die Staufer. Göppingen 2000, ISBN 3929776111
- (mit Martin Mundorff/Rainer Weiler): Eislingen und seine Fabriken. Weißenhorn 2001, ISBN 3874374548.
- Schlierbach. Heimat zwischen Teck und Fils. Weißenhorn 2004, ISBN 3874374734.
- Stadt, Kirche, Adel. Göppingen von der Stauferzeit bis ins späte Mittelalter. Göppingen 2006, ISBN 3933844495.
- Philipp, Adelberg und der Hohenstaufen, in: Karl-Heinz Rueß (Hrsg.): Philipp von Schwaben. Ein Staufer im Kampf um die Königsherrschaft. Göppingen 2008, ISBN 978-3-929776-19-5, S. 62–121
- (mit Werner Meyer): Eugen Wolff-Filseck (1873–1937). Ein schwäbischer Impressionist. Göppingen 2011, ISBN 9783927791756.